# Gero von Wilpert
Gero von Wilpert (n. 13 martie 1933, Tartu, Regiunea Tartu, Estonia – d. 24 decembrie 2009, Sydney, Noul Wales de Sud, Australia) a fost un istoric literar german, care a lucrat ca lector universitar de limba germană la Universitatea din New South Wales și, din 1980, ca profesor de limba germană la Universitatea din Sydney.

## Biografie
Wilpert s-a născut în Tartu (Dorpat), Estonia. La fel ca toți germanii baltici, el a fost nevoit să părăsească Estonia după Pactul Molotov-Ribbentrop și ocuparea țării de către Uniunea Sovietică (1939-1940). 
Între 1953 și 1957 a studiat la Universitatea din Heidelberg, unde a obținut doctoratul și a predat ulterior. Apoi, el s-a stabilit în apropiere de Stuttgart și a lucrat ca lector de literatură universală și autor de studii literare. 
Gero von Wilpert a publicat mai multe ediții ale unei enciclopedii de descrieri literare intitulată Sachwörterbuch der Literatur. De asemenea, a elaborat un amplu Lexikon der Weltliteratur [Lexicon de literatură universală] și a publicat Deutsche Literatur in Bildern [Literatura germană în imagini] și o revistă despre Schiller.
Prof. Dr. Gero von Wilpert a murit la Sydney.

## Lucrări publicate
- Sachwörterbuch der Literatur. 1955. (8. erw. Auflage. 2001, ISBN 3-520-23108-5)
- Der verlorene Schatten. Kröner, 1978, ISBN 3-520-70101-4.
- Deutsches Dichterlexikon. 1988, ISBN 3-520-28803-6.
- Erstausgaben deutscher Dichtung. zusammen mit Adolf Gühring. 1967. (2. überarb. Auflage. 1992, ISBN 3-520-80902-8)
- Die deutsche Gespenstergeschichte. 1994, ISBN 3-520-40601-2.
- Goethe-Lexikon. 1998, ISBN 3-520-40701-9.
- Schiller-Chronik. Sein Leben und Schaffen. 2000, ISBN 3-15-018060-0.
- Deutschbaltische Literaturgeschichte. C.H. Beck, München 2005, ISBN 3-406-53525-9.
- Die 101 wichtigsten Fragen: Goethe. C.H. Beck, München 2007, ISBN 978-3-406-55872-6.
- Die 101 wichtigsten Fragen: Schiller. C.H. Beck, München 2009, ISBN 978-3-406-58687-3.

Editor
- Lexikon der Weltliteratur. 1963. (4. Auflage. 2004)